# Monroe County (Indiana)
Monroe County is een county in de Amerikaanse staat Indiana.
De county heeft een landoppervlakte van 1.021 km² en telt 120.563 inwoners (volkstelling 2000). De hoofdplaats is Bloomington.

## Bevolkingsontwikkeling

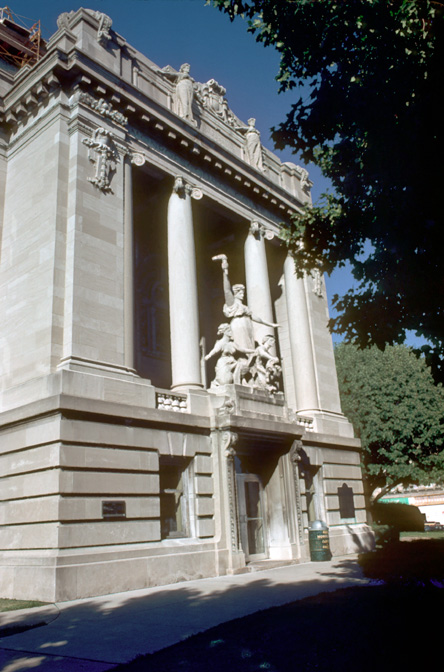
Monroe County Courthouse